# Valle di Lutour
La Valle di Lutour (in francese Vallée de Lutour), conosciuta anche come Valle d'Estom, è una valle glaciale dei Pirenei, situata nei pressi del comune di Cauterets: fa parte del parco nazionale dei Pirenei ed è attraversata dal Gave de Lutour.

## Descrizione
La valle prende il nome dal fiume che l'attraversa, il Gave de Lutour: ha una lunghezza di circa 10 chilometri, per una larghezza di quattro; nella parte alta sono presenti una serie di laghi glaciali, tra i quali il lago d'Estom, a circa 2.080 metri d'altezza, mentre il fiume, nel tratto terminale della valle, dà origine a cascate e rapide. La vegetazione tipica è rappresentata da boschi di abeti e pino silvestre, mentre oltre i duemila metri si riscontrano esclusivamente dei pascoli; nelle vicinanze della valle è il Vignemale, anche se non è direttamente visibile da essa.